# Cheiramiona clavigera
Cheiramiona clavigera is een spinnensoort uit de familie van de Cheiracanthiidae.
De wetenschappelijke naam van de soort werd in 1897 als Cheiracanthium clavigerum gepubliceerd door Eugène Simon.